# Cúp bóng đá nữ châu Á 2010
Cúp bóng đá nữ châu Á 2010 (tiếng Anh: AFC Women's Asian Cup 2010) là cúp bóng đá nữ châu Á lần thứ 17, được Trung Quốc đăng cai vào từ 19 đến 30 tháng 5 năm 2010. Úc vô địch lần đầu tiên sau khi vượt qua đương kim vô địch CHDCND Triều Tiên 5–4 trên chấm 11m sau khi 2 đội hòa nhau 120 phút với tỉ số 1–1. 3 đội Úc, Triều Tiên và Nhật Bản giành quyền tham dự Giải vô địch bóng đá nữ thế giới 2011.

## Vòng loại
Miễn vòng loại
- CHDCND Triều Tiên
- Trung Quốc
- Úc
- Nhật Bản
- Hàn Quốc

Vượt qua vòng loại
- Myanmar (Nhất bảng A vòng loại)
- Thái Lan (Nhất bảng B vòng loại)
- Việt Nam (Nhất bảng C vòng loại)

## Vòng bảng
Bốc thăm vòng bảng được diễn ra vào ngày 21 tháng 11 năm 2009, tại Kuala Lumpur, Malaysia.

### Bảng A
| Đội               | Tr | T | H | B | BT | BB | HS  | Đ |
| ----------------- | -- | - | - | - | -- | -- | --- | - |
| Nhật Bản          | 3  | 3 | 0 | 0 | 14 | 1  | +13 | 9 |
| CHDCND Triều Tiên | 3  | 2 | 0 | 1 | 6  | 2  | +4  | 6 |
| Thái Lan          | 3  | 1 | 0 | 2 | 2  | 7  | −5  | 3 |
| Myanmar           | 3  | 0 | 0 | 3 | 0  | 12 | −12 | 0 |

| CHDCND Triều Tiên                                 | 3–0      | Thái Lan |
| ------------------------------------------------- | -------- | -------- |
| Jon Myong-Hwa 1' · Kim Yong-Ae 2' · Jo Yun-mi 73' | Chi tiết |          |

| Nhật Bản                                                                                                | 8–0      | Myanmar |
| --- | -------- | ------- |
| Iwashimizu 4' · Sawa 10', 71' · Yamaguchi 28' (ph.đ.), 60' · Sameshima 50' · Miyama 54' · Kamionobe 85' | Chi tiết |         |

| Thái Lan | 0–4      | Nhật Bản                                          |
| -------- | -------- | ------------------------------------------------- |
|          | Chi tiết | Takase 28' · Nakano 42' · Utsugi 45+3' · Ando 55' |

| Myanmar | 0–2      | CHDCND Triều Tiên               |
| ------- | -------- | ------------------------------- |
|         | Chi tiết | Yun Song-Mi 17' · Jo Yun-mi 84' |

| CHDCND Triều Tiên | 1–2      | Nhật Bản                       |
| ----------------- | -------- | ------------------------------ |
| Ra Un-Sim 70'     | Chi tiết | Ando 4' (ph.đ.) · Nagasato 14' |

| Myanmar | 0–2      | Thái Lan                       |
| ------- | -------- | ------------------------------ |
|         | Chi tiết | Seesraum 15' · Chaikantree 89' |

### Bảng B
| Đội        | Tr | T | H | B | BT | BB | HS  | Đ |
| ---------- | -- | - | - | - | -- | -- | --- | - |
| Trung Quốc | 3  | 2 | 1 | 0 | 6  | 0  | +6  | 7 |
| Úc         | 3  | 2 | 0 | 1 | 5  | 2  | +3  | 6 |
| Hàn Quốc   | 3  | 1 | 1 | 1 | 0  | 12 | −12 | 4 |
| Việt Nam   | 3  | 0 | 0 | 3 | 0  | 12 | −12 | 0 |

| Úc                                | 2–0      | Việt Nam |
| --------------------------------- | -------- | -------- |
| Khamis 29' · Ledbrook 51' (ph.đ.) | Chi tiết |          |

| Trung Quốc | 0–0      | Hàn Quốc |
| ---------- | -------- | -------- |
|            | Chi tiết |          |

| Hàn Quốc        | 1–3      | Úc                                    |
| --------------- | -------- | ------------------------------------- |
| Kang Sun-Mi 71' | Chi tiết | Carroll 52' · De Vanna 59' · Kerr 66' |

| Việt Nam | 0–5      | Trung Quốc                                                                                 |
| -------- | -------- | ------------------------------------------------------------------------------------------ |
|          | Chi tiết | Lý Đan Dương 8' · Viên Phàm 12' · Trương Duệ 37' · Tất Nghiên 45+1' (ph.đ.) · Hàn Đoan 51' |

| Trung Quốc    | 1–0    | Úc |
| ------------- | ------ | -- |
| Trương Duệ 9' | Report |    |

| Việt Nam | 0–5      | Hàn Quốc                                                      |
| -------- | -------- | ------------------------------------------------------------- |
|          | Chi tiết | Yoo Young-A 20', 21', 66' · Cha Yun-Hee 28' · Jung Hye-In 36' |

## Vòng đấu loại trực tiếp
|  | Bán kết                  | Bán kết           |               |       | Chung kết | Chung kết |
|  |                          |                   |               |       |           |           |
|  | 27 tháng 5               |                   |               |       |           |           |
|  |                          |                   |               |       |           |           |
|  | Nhật Bản                 | 0                 |               |       |           |           |
|  | Nhật Bản                 | 0                 | 30 tháng 5    |       |           |           |
|  | Úc                       | 1                 |               |       |           |           |
|  | Úc                       | 1                 | Úc (p)        | 1 (5) |           |           |
|  | 27 tháng 5               |                   | Úc (p)        | 1 (5) |           |           |
|  |                          | CHDCND Triều Tiên | 1 (4)         |       |           |           |
|  | Trung Quốc               | CHDCND Triều Tiên | 1 (4)         | 0     |           |           |
|  | Trung Quốc               |                   |               | 0     |           |           |
|  | CHDCND Triều Tiên (h.p.) | 1                 |               |       |           |           |
|  | CHDCND Triều Tiên (h.p.) | 1                 | Tranh hạng ba |       |           |           |
|  |                          |                   |               |       |           |           |
|  | 30 tháng 5               |                   |               |       |           |           |
|  |                          |                   |               |       |           |           |
|  | Nhật Bản                 | 2                 |               |       |           |           |
|  | Nhật Bản                 | 2                 |               |       |           |           |
|  | Trung Quốc               | 0                 |               |       |           |           |

### Bán kết
| Nhật Bản | 0–1      | Úc         |
| -------- | -------- | ---------- |
|          | Chi tiết | Gill 45+1' |

| Trung Quốc | 0–1 (s.h.p.) | CHDCND Triều Tiên  |
| ---------- | ------------ | ------------------ |
|            | Chi tiết     | Kim Kyong-Hwa 109' |

### Tranh hạng ba
| Nhật Bản            | 2–0      | Trung Quốc |
| ------------------- | -------- | ---------- |
| Ando 18' · Sawa 62' | Chi tiết |            |

### Chung kết
| Úc                                           | 1–1 (s.h.p.) | CHDCND Triều Tiên                                                   |
| -------------------------------------------- | ------------ | ------------------------------------------------------------------- |
| Kerr 19'                                     | Chi tiết     | Jo Yun-mi 73'                                                       |
| Loạt sút luân lưu                            |              |                                                                     |
| Shipard · Ledbrook · Gill · Garriock · Simon | 5–4          | Jo Yun-mi · Yun Song-Mi · Choe Yong-Sim · Yu Jong-Hui · Mun Chol-Mi |

| Vô địch Cúp bóng đá nữ châu Á 2010 |
| ---------------------------------- |
| · Úc · Lần thứ nhất                |

## Danh hiệu
| Cầu thủ xuất sắc nhất | Ghi nhiều bàn thắng nhất | Giải Fairplay |
| --------------------- | ------------------------ | ------------- |
| Jo Yun-mi             | Ando Kozue (3 bàn)       | Trung Quốc    |

## Bàn thắng
3 bàn
- Yoo Young-A
- Ando Kozue
- Sawa Homare
- Jo Yun-mi

2 bàn
- Yamaguchi Mami
- Trương Duệ
- Samantha Kerr

1 bàn
- Cha Yun-Hee
- Jung Hye-In
- Kang Sun-Mi
- Iwashimizu Azusa
- Kamionobe Megumi
- Manami Nakano
- Miyama Aya
- Nagasato Yūki
- Sameshima Aya
- Takase Megumi
- Utsugi Rumi
- Kim Kyong-Hwa
- Kim Yong-Ae
- Jon Myong-Hwa
- Yun Song-Mi
- Hàn Đoan
- Lý Đan Dương
- Tất Nghiên
- Viên Phàm
- Kim Carroll
- Lisa De Vanna
- Kate Gill
- Leena Khamis
- Kylie Ledbrook